# 圣以利沙伯堂 (巴塞尔)

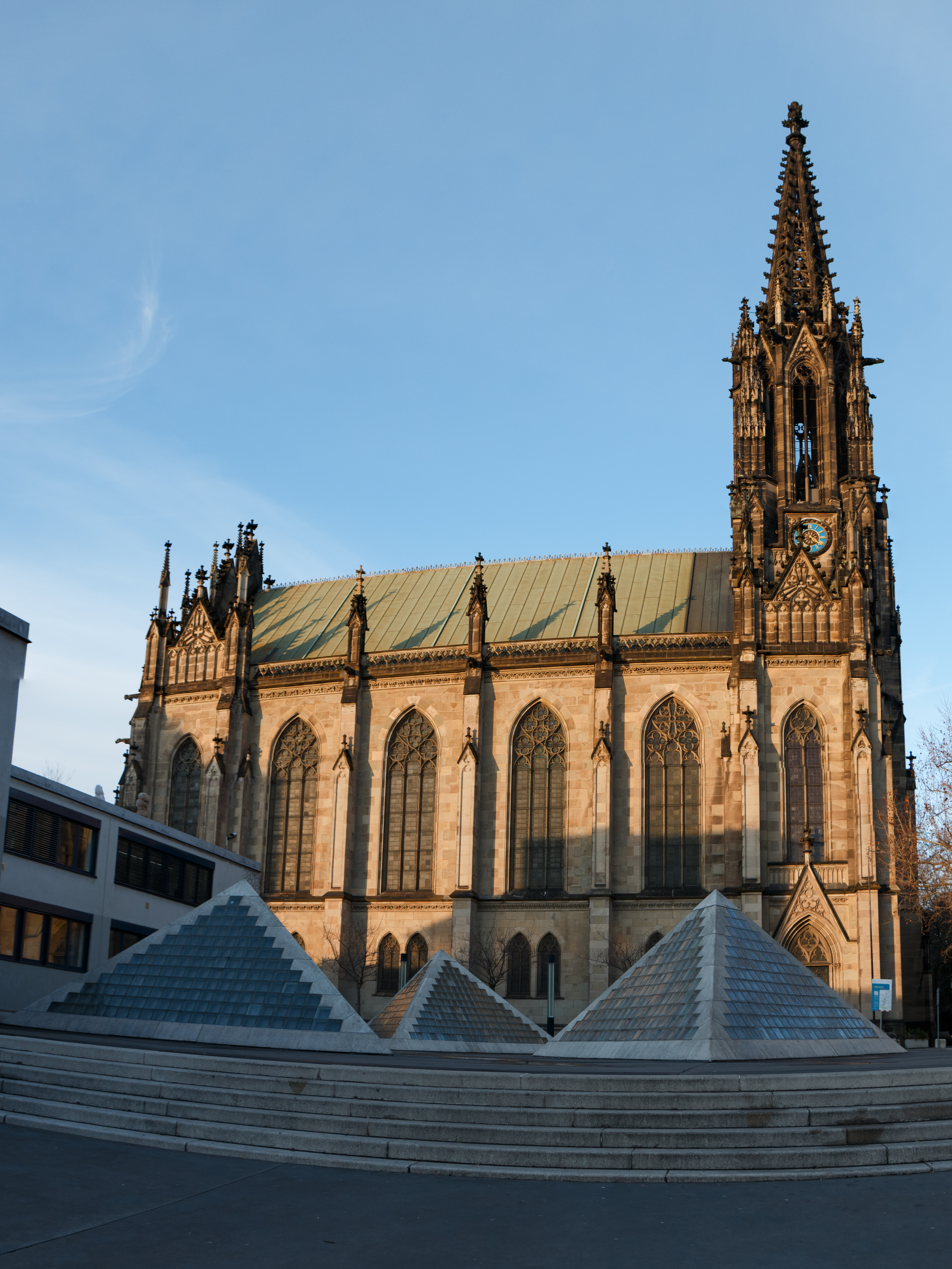

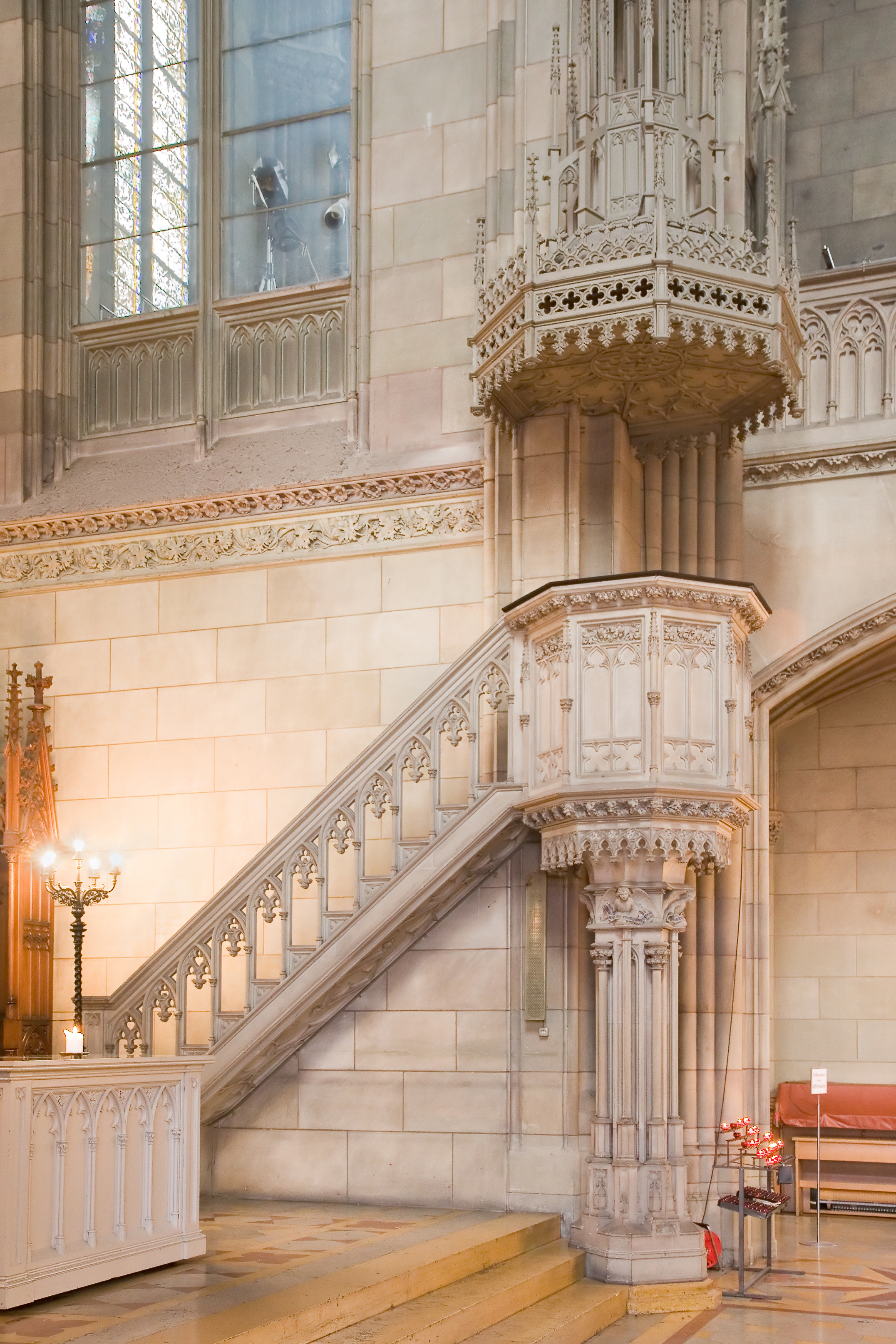

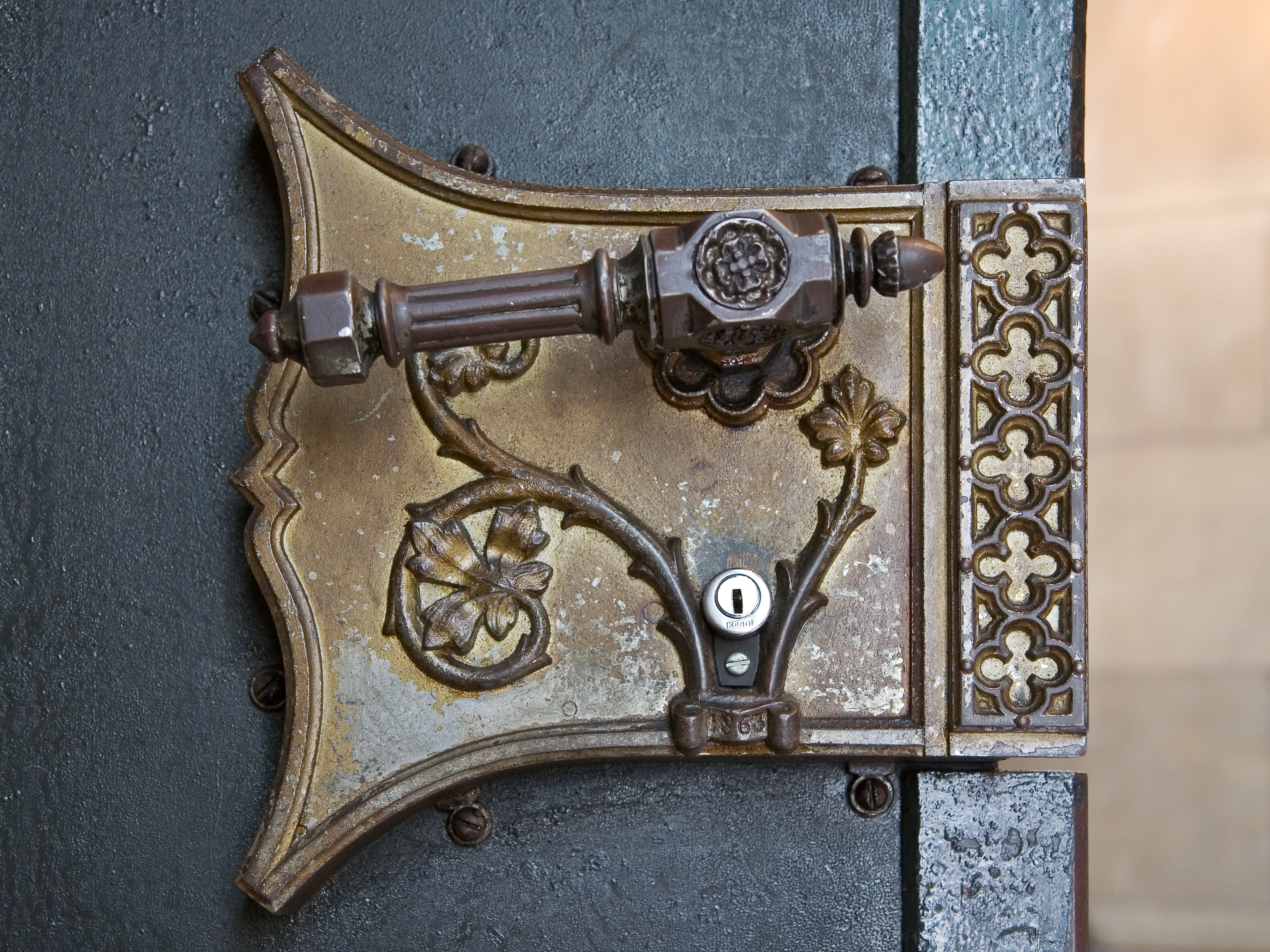

圣以利沙伯堂（Elisabethenkirche）是瑞士巴塞尔中心的一座教堂，毗邻巴塞尔剧院。它是瑞士最著名的新哥特式建筑物。其钟楼高达72米，超过巴塞尔大教堂，可以登塔。
圣以利沙伯堂是瑞士宗教改革之后巴塞尔兴建的第一座教堂，由富有的巴塞尔商人克里斯托弗·梅里安夫妇建于1857–1864年。他们都安葬在教堂地下室的黑色大理石棺材里。今天，该堂是巴塞尔城市州福音归正会的一部分。 
该堂是瑞士第一个开放教会（Offene Kirche），迎合各种背景者的精神，文化和社会需求：商人、购物者、游客、寻求庇护者、穷人、少数族裔、无家可归者等，以举行Fasnachtsgottesdienst 、Schöpfungsfeier （人类 - 动物关系的祝福仪式）、Heilungsfeiern以及Women at the altar而著称。
每年有将近50,000人参观教堂。